# Náměstí Partyzánů (Užice)
Náměstí Partyzánů (srbsky Трг Партизана/Trg Partizana) je hlavní náměstí v srbském městě Užice na západě země. V jeho blízkosti se nachází Hotel Zlatibor.

## Historie
Náměstí vzniklo jako zcela nový veřejný prostor po druhé světové válce. Vzniklo podle plánu urbanistů Stanko Mandiće a Milorada Pantoviće.
Prostorné náměstí vzniklo v duchu moderní architektury a obklopila ho řada budov z přelomu 50. a 60. let 20. století, které měly definovat centrum města – divadlo, kino, univerzita, knihovna, archiv a další. Budovy byly rozmístěny do třech bloků, které se nachází okolo náměstí. 
Stavební práce na náměstí byly zahájeny 7. prosince 1959 a ukončeny dne 4. června 1961 na den výročí propuknutí povstání v Srbsku za druhé světové války.
Již od počátku byl středový prostor náměstí zamýšlen jako pěší zóna.
Dominantou náměstí byla socha Josipa Broze Tita od sochaře Frana Kršnici v nadživotní velikosti pěti metrů. Socha se zde nacházela až do roku 1991, kdy byla přemístěna na dvůr městského muzea. 